# Wee Kim Wee
Wee Kim Wee (en chino tradicional, 黃金輝; en chino simplificado, 黄金辉; pinyin, Huáng Jīnhuī), (4 de noviembre de 1915 – 2 de mayo de 2005), fue el 4º presidente de Singapur de 1985 a 1993.

## Biografía
Nacido en el seno de una familia humilde, hijo de Wee Choong Lay y Chua Lay Hua. Su padre murió cuando Wee tenía ocho años.
Antes de adentrarse en la política, Wee emprendió una carrera periodística en el The Straits Times, el más importante diario de la Ciudad-Estado. Tras el final de la Segunda Guerra Mundial, Wee trabajó en la agencia de noticias United Press Association, hasta que en 1966 regresó a las filas de su antiguo diario. Como periodista, Wee cubrió algunos de los acontecimientos de la región y otros más lejanos, como la guerra por la independencia en la República Democrática del Congo (antiguo Zaire).
Después inició su carrera diplomática como alto comisionado en Malasia durante siete años y luego como embajador de Singapur en Japón y Corea del Sur.
En 1985, y tras retirarse del servicio diplomático, Wee fue elegido presidente de Singapur, un puesto de escaso relieve en un país donde el verdadero poder descansa en la figura del primer ministro. Durante su mandato fue conocido como el "presidente del pueblo".
En 1993, Wee decidió abandonar el cargo alegando motivos de salud. Fue el último presidente de Singapur elegido por el Parlamento unicameral; el cargo, desde entonces, se designa por sufragio universal.